# Vixen (álbum)
Vixen es el álbum debut de la banda estadounidense de hard rock y glam metal Vixen, publicado en 1988 por el sello EMI. Según la prensa especializada su sonido es similar a la banda Warrant y ha sido considerado como un buen debut para la banda.
Debutó en el puesto 41 de la lista estadounidense Billboard 200 y en la posición 66 en el UK Albums Chart del Reino Unido. Además, en los Estados Unidos fue certificado con disco de oro al superar las quinientas mil copias vendidas en 1989. Para promocionarlo se publicaron los sencillos «Cryin'», que alcanzó el puesto 22 tanto en la lista Mainstream Rock Tracks como en los Billboard Hot 100 de los Estados Unidos y en lugar 27 en los UK Singles Chart del Reino Unido. Por su parte, «Edge of a Broken Heart», canción escrita por el cantautor Richard Marx junto a Fee Waybill, líder de The Tubes, se ubicó en el lugar 24 en la lista Mainstream y en el 26 en los Billboard Hot 100. Mientras que en el Reino Unido alcanzó el lugar 51, permaneciendo en la lista de sencillos cinco semanas consecutivas.
En 2015, la revista Rolling Stone posicionó al disco en el puesto 43 de su lista los 50 álbumes más grandes del hair metal, mientras que en 2009 el tema «Edge of a Broken Heart» se ubicó en el puesto 87 en la lista 100 más grandes one-hit wonders, realizado por la cadena televisiva Vh1.

## Lista de canciones
| N.º | Título                   | Escritor(es)                                          | Duración |  |
| 1.  | «Edge of a Broken Heart» | Richard Marx, Fee Waybill                             | 4:24     |  |
| 2.  | «I Want You to Rock Me»  | David Cole, Gardner                                   | 3:30     |  |
| 3.  | «Cryin'»                 | Gregg Trip, Jeff Paris                                | 3:32     |  |
| 4.  | «American Dream»         | Jon Butcher                                           | 4:19     |  |
| 5.  | «Desperate»              | Brian Miku, Leah Santos, Kuehnemund                   | 4:16     |  |
| 6.  | «One Night Alone»        | Tripp, Paris                                          | 3:50     |  |
| 7.  | «Hell Raisers»           | Scott Metaxas, Kenneth Dubman, Spencer Proffer, Vixen | 4:27     |  |
| 8.  | «Love Made Me»           | John Keller, Marcy Levy, Michael Caruso               | 3:18     |  |
| 9.  | «Waiting»                | Kuehnemund, Gardner                                   | 3:11     |  |
| 10. | «Cruisin'»               | Kuehnemund, Gardner, Keith Krupp                      | 4:24     |  |

| Pista extra en ediciones de CD y casete |                |              |          |  |
| N.º                                     | Título         | Escritor(es) | Duración |  |
| 11.                                     | «Charmed Life» | Tripp, Paris | 4:05     |  |

| Pista extra en la edición japonesa |                |                              |          |  |
| N.º                                | Título         | Escritor(es)                 | Duración |  |
| 11.                                | «Give It Away» | Geoff Leib, Michael Thompson | 3:32     |  |

## Músicos
- Janet Gardner: voz, guitarra eléctrica
- Jan Kuehnemund: guitarra eléctrica
- Share Pedersen: bajo
- Roxy Petrucci: batería
- Richard Marx: teclados (músico de sesión)
- Derek Nakamoto: teclados (músico de sesión)
- Vivian Campbell: guitarra acústica (músico de sesión)